# La fabulosa inteligencia de los perros
La inteligencia de los perros (The Intelligence of Dogs en idioma inglés y originalmente) es un libro sobre inteligencia canina escrito por Stanley Coren, profesor de psicología de la Universidad de Columbia Británica en Vancouver, Canadá. Publicado en 1994, el libro explica las teorías de Coren sobre las diferencias en inteligencia entre diferentes razas de perro. Coren publicó una segunda edición en 2006.
Coren define tres aspectos de la inteligencia del perro en el libro:
- Inteligencia instintiva: se refiere a la habilidad del perro para llevar a cabo las tareas para las que se cría, como el pastoreo, señalando, recoger, guardar o proveer compañía.[6]
- Inteligencia adaptativa: se refiere a la habilidad del perro para resolver los problemas por sí solo.[6]
- Inteligencia en trabajo y obediencia: se refiere a la habilidad del perro para aprender de los seres humanos.[6]

Las dos primeras especificaciones de inteligencia son particulares y ajustables a cada perro de forma individual, mientras que la tercera especificación de inteligencia —trabajo y obediencia— es aplicable a todas las razas de perros.

## Método
La clasificación del libro se centra en la inteligencia a nivel de trabajo y obediencia. Coren envió solicitudes de evaluación a los jueces de pruebas de obediencia del American Kennel Club y el Canadian Kennel Club, pidiéndoles que clasificaran a las razas en rendimiento, y recibió 199 respuestas, lo que representa alrededor del 50 por ciento de los jueces de obediencia que entonces trabajaban en América del Norte. Las evaluaciones se limitaron a las razas que recibieron al menos 100 respuestas por juez. Esta metodología fue destinada a eliminar el peso excesivo que podría resultar de una tabulación simple acerca de los grados de obediencia por raza. Su empleo de la opinión de expertos sentó precedente.
Coren encontró un consenso sustancial en las clasificaciones de los jueces acerca de la inteligencia en el trabajo y la obediencia, con el Border collie constantemente nombrado entre los diez primeros y el Lebrel afgano sistemáticamente nombrado en lo más bajo. Los perros clasificados más altos en esta categoría fueron: Border collie, Caniche, Pastor alemán, Golden retriever y Dóberman.
Los perros que, durante ese período, no eran razas reconocidas por el American Kennel Club o Canadian Kennel Club —como el Jack Russell terrier— no se incluyeron en las clasificaciones de Coren.

## Evaluación
Cuando la clasificación de Coren, acerca de la inteligencia canina por razas, salió por primera vez obtuvo la atención de los medios y comentarios tanto a favor como en contra. No obstante, en los últimos años, la escala de las razas y la metodología utilizada han llegado a ser aceptadas como una descripción válida de las diferencias entre las razas caninas en cuanto al aspecto de la capacidad de entrenamiento e inteligencia de los perros. Además, las mediciones de la inteligencia canina mediante otros métodos han confirmado la tendencia general de esta escala, incluyendo un nuevo estudio que utiliza calificaciones del propietario para clasificar la entrenabilidad del perro y su inteligencia.
En la escala de Coren se dieron 79 lugares —más 52 empates—, en un total de 131 razas de perros calificadas:

### Razas más inteligentes

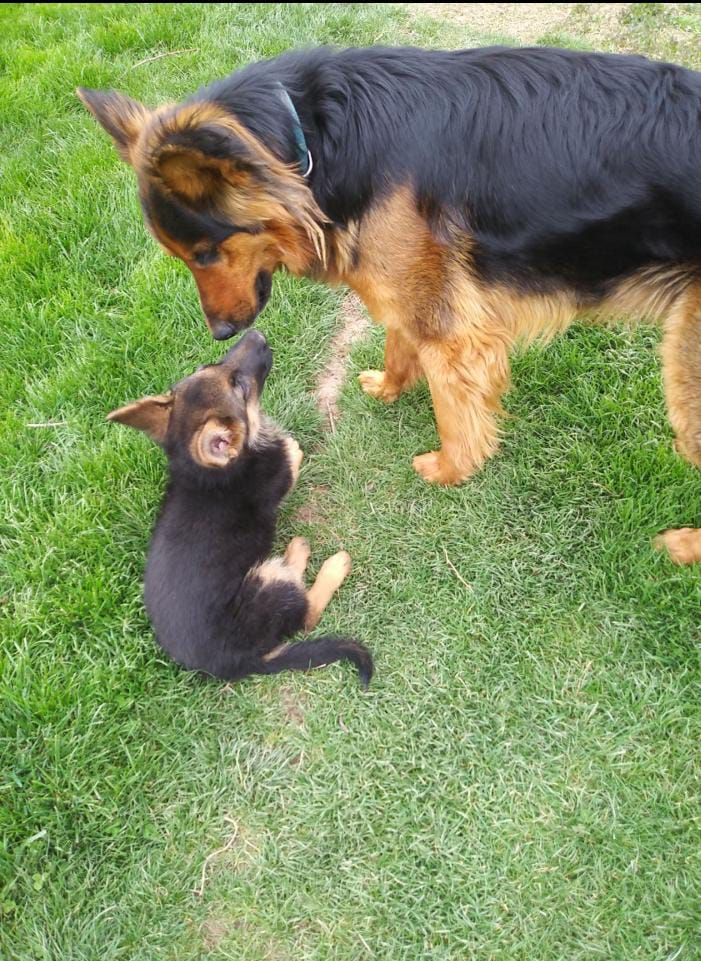
Pastor Alemán adulto con su cría de seis semanas.

- Comprenden nuevas órdenes con menos de  cinco repeticiones.
- Obedecen a la primera orden: 95 % de las veces o más.[18]

1. Border ColliePastor Alemán adulto con su cría de seis semanas.
2. Caniche
3. Pastor alemán
4. Golden retriever
5. Dóberman
6. Pastor de las islas Shetland
7. Labrador retriever
8. Papillón
9. Rottweiler
10. Pastor ganadero australiano

### Razas de trabajo excelentes
- Comprenden nuevas órdenes con entre cinco y quince repeticiones.
- Obedecen a la primera orden el 85 % de las veces o más.[18]

1. Corgi galés de Pembroke
2. Springer spaniel inglés
3. Pastor belga tervuerense
4. Schipperke
Pastor belga
5. Collie
Keeshond
6. Braco alemán de pelo corto
7. Cobrador de pelo liso
Cocker spaniel inglés
8. Schnauzer estándar
9. Spaniel bretón
10. Cocker Spaniel
11. Braco de Weimar
12. Pastor belga (Malinois)
Boyero de Berna
13. Pomerania
14. Perro de agua irlandés
15. Vizsla
16. Corgi galés de Cardigan

### Razas de trabajo por encima de la media
- Comprenden nuevas órdenes con entre quince y veinticinco repeticiones.
- Obedecen a la primera orden el 70 % de las veces o más.[18]

1. Retriever de Chesapeake
Puli
Yorkshire terrier
2. Schnauzer gigante
3. Airedale terrier
Boyero de Flandes
4. Border terrier
Pastor de Brie
5. Springer spaniel galés
6. Manchester terrier
7. Samoyedo
8. Spaniel de campo
Terranova

Terrier de Australia

American Staffordshire terrier

Gordon setter

Collie barbudo
9. Cairn terrier
Kerry blue terrier
Setter irlandés
10. Cazador de alces noruego
11. Affenpinscher
Silky terrier australiano
Pinscher miniatura
Setter inglés
Pharaoh hound
Clumber spaniel
12. Terrier de Norwich
13. Dálmata

### Inteligencia media en trabajo y obediencia
- Comprenden nuevas órdenes con entre veinticinco y cuarenta repeticiones.
- Obedecen a la primera orden el 50 % de las veces o más.[18]

1. Irish soft coated wheaten terrier 
Bedlington terrier
Fox terrier de pelo liso
2. Retriever de pelo rizado
Lobero irlandés
3. Kuvasz
Pastor ovejero australiano
4. Saluki
Spitz finlandés
Pointer
5. Cavalier King Charles spaniel
German Wirehaired Pointer
Coonhound negro y bronce
Perro de agua americano
6. Bichón frisé
Toy spaniel inglés
siberian husky
7. Spaniel tibetano
Foxhound inglés
Otterhound
Foxhound americano
Galgo inglés
Grifón Korthals
8. West Highland white terrier
Lebrel escocés
9. Bóxer
Gran danés
10. Dachshund
Staffordshire bull terrier
11. Alaskan Malamute
12. Whippet
Shar Pei
Wire Fox Terrier
13. Rhodesian Ridgeback
14. Podenco ibicenco
Terrier galés
Terrier irlandés
15. Boston terrier
Akita Inu

### Baja inteligencia en trabajo y obediencia
- Comprenden nuevas órdenes con entre cuarenta y ochenta repeticiones.
- Obedecen a la primera orden el 30 % de las veces o más.[18]

1. Skye terrier
2. Terrier de Norfolk
Sealyham terrier
3. Pug
4. Bulldog francés
5. Grifón de Bruselas
Bichón maltés
6. Lebrel italiano
7. Crestado chino
8. Dandie Dinmont terrier
Grifón vandeano basset pequeño
Terrier tibetano
Chin
Lakeland terrier
9. Old English Sheepdog
10. Perro de montaña de los Pirineos
11. Terrier escocés
San Bernardo
12. Bull terrier
13. Chihuahueño
14. Lhasa Apso
15. Bullmastiff

### Grado más bajo de inteligencia en trabajo y obediencia
- Comprenden nuevas órdenes con entre ochenta y cien repeticiones.
- Obedecen a la primera orden el 25 % de las veces o más.[18]

1. Shih Tzu
2. Basset hound
3. Beagle
4. Pekinés
5. Bloodhound
6. Borzoi
7. Chow Chow
8. Bulldog
9. Basenji
10. Lebrel afgano